# Liste der Bischöfe von Sées
Die folgenden Personen waren Bischöfe des Bistums Sées (früher Séez) (Frankreich):
- Heiliger Latuin
- Heiliger Sigisbold (um 460)
- Heiliger Landry (um 460)
- Nil oder Hille
- Hubert (um 500)
- Litharedus oder Lithardus, 511 (Konzil von Orléans) – 549
- Heiliger Passif (529–550)
- Leudebaud (um 560)
- Hildebrand I. (um 575)
- Heiliger Maillard (640–670)
- Heiliger Raverein (670–682)
- Heiliger Annobert oder Alnobert (7. Jh.)
- Chrodobert oder Rodobert (706)
- Hugo I.
- Heiliger Ravenger (-750)
- Heiliger Lothar (725–756)
- Chrodegrand oder Godegrand (-770)
- Heiliger Gérard (765–805)
- Réginald (um 811)
- Ingelnom (um 833)
- Saxobold (840–852)
- Heiliger Adelin, Adalhelme (Adalhelmus) (ca. 879–916)
- Robert I.
- Benedikt
- Azon (ca. 986–1006)
- Richard (ca. 1006–ca. 1017)
- Sigefroi oder Sigefroid (ca. 1017–1025)
- Radbod (ca. 1025–ca. 1030)
- Richard I. (1030–1035)
- Yves de Bellême (ca. 1035–1070)
- Robert II. de Ryes (ca. 1070–ca. 1081)
- Gerhard I. (1082–1091)
- Serlon d’Orgères (1091–1123)
- Jean I. de Neuville (1124–1143)
- Gerhard II. (1144–1157)
- Froger (1157–1184)
- Lisiard (1184–1201)
- Sylvestre (1202–1220)
- Gervais I. (1220–1228)
- Hugues II. (1228–1240)
- Godefroy de Mayet (1240–1258)
- Thomas d’Aulnou (1258–1278)
- Jean II. de Bernières (1278–1292)
- Philippe Le Boulenger (1294–1315)
- Richard II. de Sentilly (1315–1320)
- Guillaume I. Mauger (1320–1356)
- Gervais II. de Belleau (1356–1363)
- Guillaume II. de Rance (1363–1378)
- Grégoire Langlois (1378–1404)
- Pierre de Beauble (1404–1408)
- Jean III. (1408–1422)
- Robert III. de Rouvres (1422–1433)
- Jean IV. Chevalier (1434–1438)
- Jean V. de Préouse (1438–1454)
- Robert IV. de Cornegrue (1454–1478)
- Étienne Goupillon (1478–1493)
- Gilles de Montmorency-Laval (1493–1502) (Stammliste der Montmorency)
- Claude Husson (1503–1510)
- Jacques de Silly (1511–1539)
- Nicolas Dangu (1539–1545)
- Pierre Duval (1545–1564)
- Louis du Moulinet (1564–1601)
- Claude de Morenne (1601–1606)
- Jean Bertaut (1606–1611)
- Jacques Suares (1611–1614)
- Jacques Camus de Pontcarré (1614–1650)
- François Rouxel de Médavy (1650–1670)
- Jean Forcoal (1670–1682)
- Mathurin Savary (1690–1698)
- Louis d’Aquin (1698–1710)
- Dominique Barnabé Turgot de Saint-Clair (1710–1727)
- Jacques Lallemant (1728–1740)
- Louis-François Néel de Christot (1740–1775)
- Jean-Baptiste du Plessis d’Argentré (1775–1801)
- Hilarion-François de Chevigné de Boischollet (1802–1812)
- Guillaume André René Baston (1813–1815)
- Alexis Saussol (1817–1836)
- Mellon de Jolly (1836–1843) (dann Erzbischof von Sens)
- Charles-Frédéric Rousselet (1843–1881)
- François-Marie Trégaro (1881–1897)
- Claude Bardel (1897–1926)
- Octave-Louis Pasquet (1926–1961)
- André-Jean-Baptiste Pioger (1961–1971)
- Henri-François-Marie-Pierre Derouet (1971–1985) (dann Bischof von Arras)
- Yves-Maria Guy Dubigeon (1986–2002)
- Jean-Claude Boulanger (2002–2010) (dann Bischof von Bayeux)
- Jacques Habert (2010–2020) (dann Bischof von Bayeux)
- Bruno Feillet (seit 2021)